# Pellia borealis
Pellia borealis là một loài rêu trong họ Pelliaceae. Loài này được Lorb. mô tả khoa học đầu tiên năm 1934.